# John Walsh (znanstvenik)
John Walsh, britanski znanstvenik in politik, * 1. julij 1726, † 9. marec 1795.
Walsh je kot prvi opravil točne raziskave na ribah reda Torpediniformes.
1. 1 2  data.bnf.fr: platforma za odprte podatke — 2011.